# Alexandra Vydrina
 (janvier 2022).
La mise en forme du texte ne suit pas les recommandations de Wikipédia : il faut le « wikifier ».
Les points d'amélioration suivants sont les cas les plus fréquents. Le détail des points à revoir est peut-être précisé sur la page de discussion.
- Les titres sont pré-formatés par le logiciel. Ils ne sont ni en capitales, ni en gras.
- Le texte ne doit pas être écrit en capitales (les noms de famille non plus), ni en gras, ni en italique, ni en « petit »…
- Le gras n'est utilisé que pour surligner le titre de l'article dans l'introduction, une seule fois.
- L'italique est rarement utilisé : mots en langue étrangère, titres d'œuvres, noms de bateaux, etc.
- Les citations ne sont pas en italique mais en corps de texte normal. Elles sont entourées par des guillemets français : « et ».
- Les listes à puces sont à éviter, des paragraphes rédigés étant largement préférés. Les tableaux sont à réserver à la présentation de données structurées (résultats, etc.).
- Les appels de note de bas de page (petits chiffres en exposant, introduits par l'outil «  Source ») sont à placer entre la fin de phrase et le point final[comme ça].
- Les liens internes (vers d'autres articles de Wikipédia) sont à choisir avec parcimonie. Créez des liens vers des articles approfondissant le sujet. Les termes génériques sans rapport avec le sujet sont à éviter, ainsi que les répétitions de liens vers un même terme.
- Les liens externes sont à placer uniquement dans une section « Liens externes », à la fin de l'article. Ces liens sont à choisir avec parcimonie suivant les règles définies. Si un lien sert de source à l'article, son insertion dans le texte est à faire par les notes de bas de page.
- La présentation des références doit suivre les conventions bibliographiques. Il est recommandé d'utiliser les modèles {{Ouvrage}}, {{Chapitre}}, {{Article}}, {{Lien web}} et/ou {{Bibliographie}}. Le mode d'édition visuel peut mettre en forme automatiquement les références.
- Insérer une infobox (cadre d'informations à droite) n'est pas obligatoire pour parachever la mise en page.

Pour une aide détaillée, merci de consulter Aide:Wikification.
Si vous pensez que ces points ont été résolus, vous pouvez retirer ce bandeau et améliorer la mise en forme d'un autre article.

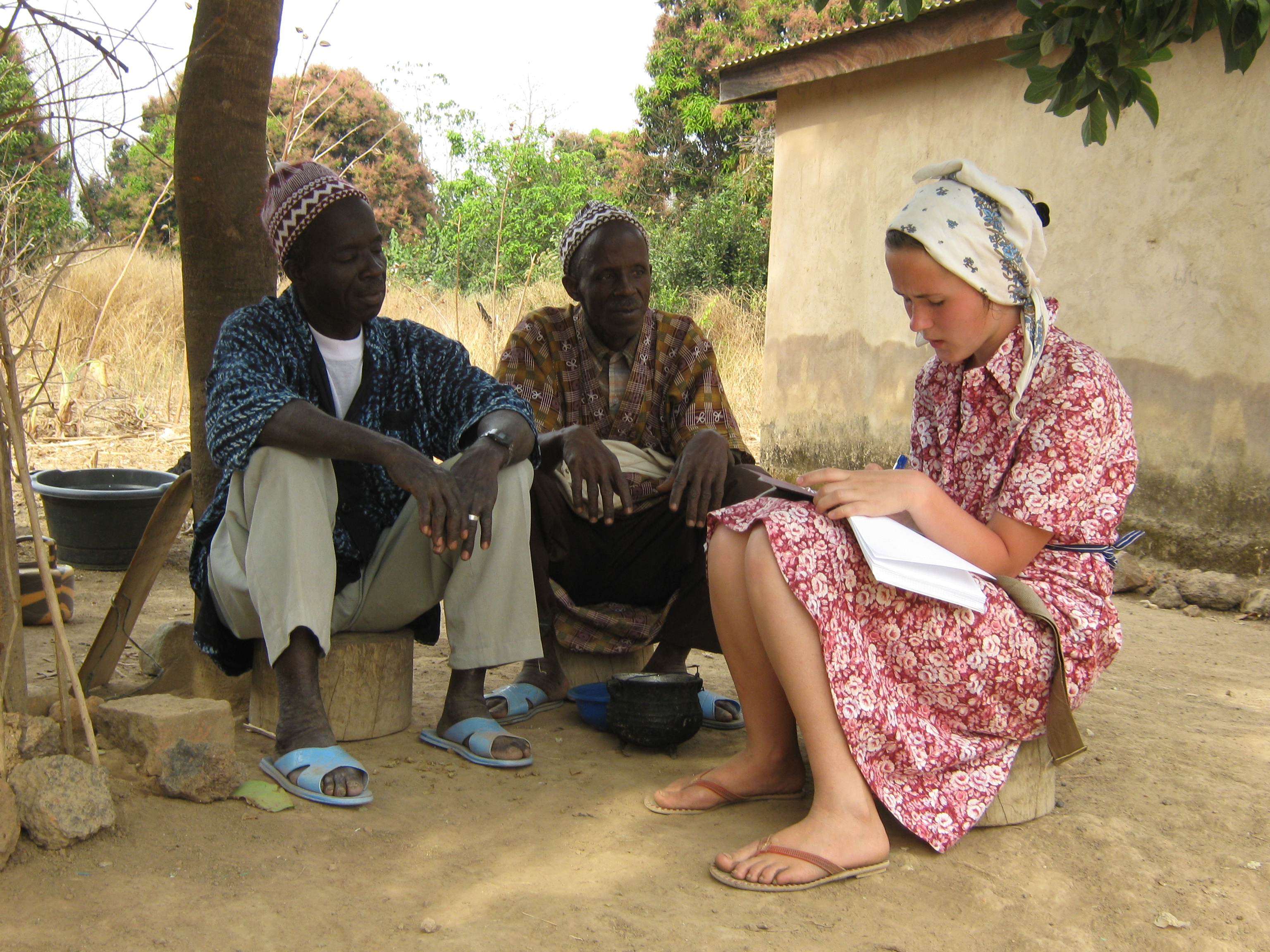
Alexandra Vydrina collectant la langue kakabé dans le village de Saajoya en Guinée.

Alexandra Vydrina (Александра В. Выдрина en russe), née le 2 juillet 1988 et morte le 16 septembre 2021, est une linguiste et chercheuse russe, spécialisée dans la recherche sur les langues africaines de Guinée. 
Elle a travaillé au Centre national de la recherche scientifique.

## Vie et apports scientifiques
Alexandra Vydrina a fait ses études à l'Université d'État de Saint-Pétersbourg en 2008, a commencé à travailler sur la langue kakabé de Guinée, une langue mandé parlée dans la région des hauts plateaux du Fouta-Djalon. Elle a été doctorante à l'INALCO (Paris), et a occupé des emplois postdoctoraux au CNRS (en Île-de-France) et à l'École des hautes études en sciences économiques (à Moscou).
Elle a publié un dictionnaire de la langue kakabé en 2015, et une description grammaticale approfondie en 2017 (thèse de doctorat). Elle a apporté une contribution aux recherches en linguistique générale concernant l'interaction des tons et de l'intonation avec la structure de l'information et la modalité, dans le contexte d'un multilinguisme local.

## Travaux

### Travaux majeurs concernant la langue kakabé
- Vydrina, « Dictionnaire kakabé-français suivi d'un indexe français-kakabé », Mandenkan, vol. 53,‎ 2015, p. 1–253 (DOI 10.4000/mandenkan.374, lire en ligne)
- Vydrina, « A corpus-based description of Kakabe, a Western Mande language: prosody in grammar », Thèse de doctorat, Paris: INALCO,‎ 2017 (lire en ligne [PDF])
- Vydrina, Corpus kakabé, collection Pangloss

### Autres articles de recherche
- Vydrin et Vydrina, « Impact of Pular on the Kakabe language (Futa Jallon, Guinea) », Journal of Language Contact - THEMA, vol. 3,‎ 2010, p. 86–105 (DOI 10.1163/19552629-90000006)
- Vydrina, « Лабильность в языке какабе », Acta Linguistica Petropolitana: MANDEICA PETROPOLITANA,‎ 2011, p. 174–217
- Alexandra Vydrina, Le monde mandé: Pour le cinquantième anniversaire de Valentin Vydrin, 2011, « Показатель пассива в северо-западных диалектах языка какабе »
- Vydrina, « Le comportement tonal des marqueurs prédicatifs dans la langue kakabé », Mandenkan: Bulletin semestriel d'études ličnguistiques mandé, no 50,‎ 2013, p. 147–170 (ISSN 0752-5443, DOI 10.4000/mandenkan.283)
- Alexandra Vydrina et Valentin Vydrin, « Предварительные наброски к диалектологии какабе », dans Valentin Vydrin, Natalia Kuznetsova, От Бикина до Бамбалюмы, из варяг в греки: экспедиционные этюды в честь Елены Всеволодовны Перехвальской, Нестор-История,‎ 2014 (ISBN 978-5-4469-0242-2, HAL halshs-00961389)
- Alexandra Vydrina, From agent-oriented modality to sequential: The polysemy of the marker ni in Kakabe (Mande), Amsterdam, Benjamins, 2014, 379–406 p., « Modes of modality: Modality, typology, and universal grammar »
- Alexandra Vydrina, Языки мира: языки магнде, St. Petersburg, Нестор-Историяa],‎ 2017, 172–212 p. (ISBN 978-5-4469-0824-0), « Язык какабе »
- Segerer et Vydrina, « Sogolon », Language in Africa, vol. 1, no 4,‎ 2020, p. 55 (DOI 10.37892/2686-8946-2020-1-4-55-68)
- Vydrina, « Operator focus in discourse and grammar: The two perfectives in Kakabe », Journal of African Languages and Linguistics, vol. 41, no 1,‎ 2020, p. 99–145 (ISSN 1613-3811, DOI 10.1515/jall-2020-2005)
- Nikitina et Vydrina, « Reported speech in Kakabe: Loose syntax with flexible indexicality », Folia Linguistica, vol. 54, no 1,‎ 2020, p. 133–166 (ISSN 1614-7308, DOI 10.1515/flin-2020-2029, lire en ligne)
- Vydrina, « Topicality in sentence focus utterances », Studies in Language, vol. 44, no 3,‎ 2020, p. 501–547 (DOI 10.1075/sl.18069.vyd)
- Vydrina, « Fouta-Djallon linguistic ecology: Between polyglossia and small-scale multilingualism », International Journal of Bilingualism,‎ 2021, p. 13670069211023148 (ISSN 1367-0069, DOI 10.1177/13670069211023148)

## Sources
(juin 2022).
- Guillemain, Franck. 2019. Sasha Vydrina, la langue kakabé en Guinée . Film documentaire. 17 min https://www.canal-u.tv/video/cnrs_ups2259/sasha_vydrina_la_langue_kakabe_en_guinee.50573
- (en) Dmitry Idiatov, « All: Alexandra Vydrina », sur LINGUIST List, 25 septembre 2021
- (en) Maria Konoshenko, « In memoriam : Alexandra Vydrina (1988-2021) », Langue en Afrique, vol. 2, no 3,‎ 2021, p. 3-10 (DOI 10.37892/2686-8946-2021-2-3-3-10, lire en ligne))